# Eupetersia constricta
Eupetersia constricta är en biart som först beskrevs av Raymond Benoist 1962.  Eupetersia constricta ingår i släktet Eupetersia och familjen vägbin. Inga underarter finns listade i Catalogue of Life.